# Eugène Villain
Eugène Villain, né le 13 avril 1821 à Paris et mort dans cette même ville le 29 décembre 1897, est un peintre français.

## Biographie
Eugène François Marie Villain est le fils de Louis Joseph Constant Villain et de Marie Modeste Boulais.
Enfant, il a pour voisin le peintre François-Joseph Heim. Il est d'abord élève de Charlet, puis Léon Cogniet. Il est entré à l'école des beaux arts en 1839.
Il épouse Louise Marguerite Éléonore Petit.
Il meurt le 29 décembre 1897 et il est inhumé le 30 décembre au cimetière du Montparnasse (13e division).